# Dwight F. Davis
Dwight F. Davis (n. 5 iulie 1879, Saint Louis, Missouri, SUA – d. 28 noiembrie 1945, Washington, D.C., SUA) a fost un jucător de tenis și politician din SUA.

## Biografie
Dwight Filley Davis s-a născut în Saint Louis, Missouri pe 5 iulie 1879. Bunicul său, Oliver Dwight Filley, a fost primarul St. Louis din 1858 până în 1861. Un văr, Chauncey Ives Filley a slujit ca primar al Sf. Louis din 1863 până în 1864.
A ajuns în finala All-Comers pentru titlul "Men's Singles" la Campionatul SUA din 1898 și 1899.
Davis este renumit pentru crearea celebrei competiții eponime/omonime, Cupa Davis.

## Carieră politică
A fost secretar de război al Statelor Unite ale Americii între 1925 și 1929.